# Isidio

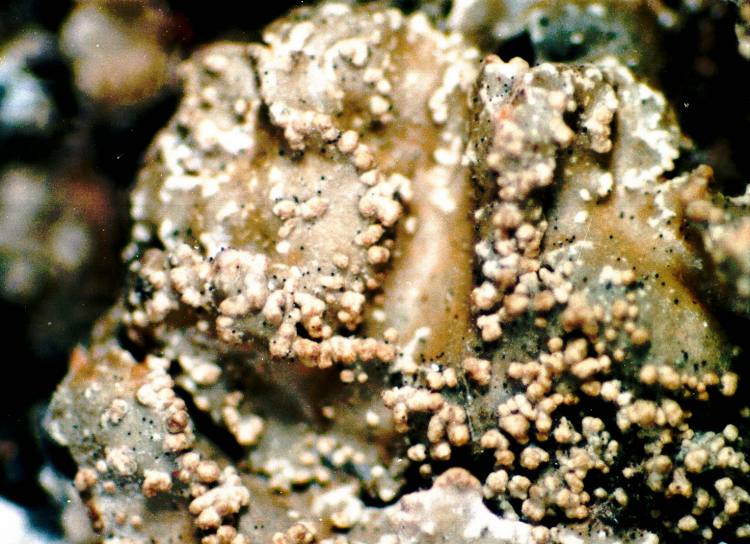
Isidios verrugosos en la superficie del liquen Parmelia saxatilis.

Un isidio es un tipo de estructura reproductiva asexual producida por hongos liquenizados. El término fue utilizado por primera vez por Erik Acharius, considerado padre de la liquenología, en su obra de 1803 Methodus qua Omnes Detectos Lichenes.
Los isidios son pequeños propágulos de talo compuesto por hifas del hongo y células del alga (gonidios) que poseen la estructura completa del liquen, córtex y médula y que pueden fácilmente separarse del talo principal para regenerar un liquen completo. Pueden poseer morfologías muy variadas, verrugosos, cilíndricos, claviformes, escaliformes, coraloides, simples, ramificados, y ser fácilmente confundidos con otros propágulos producidos en líquenes, particularmente con filidios, fibrilas y hormocistangios. Tiene importancia en su propagación la realizada por invertebrados liquenófagos, por ejemplo ácaros, habiéndose demostrado la permanencia de isidios funcionales en las heces que luego son dispersados por el viento u otros animales.
Aparte de su función reproductora contribuyen también en aumentar la superficie fotosintética del organismo, permaneciendo largo tiempo unido a él. En ocasiones también funcionan como alternativa a las pseudocifelas, poros superficiales que permiten la entrada de oxígeno a la capa medular del liquen, pues al desprenderse dejan durante un tiempo una apertura en el córtex.